# Miskende schotelkorst
De miskende schotelkorst (Lecanora compallens) is een korstmos behorend tot de familie Lecanoraceae. Hij leeft in symbiose met de alg Trebouxia. Hij komt voor in Azië en Europa, werd hij  beschreven als een nieuwe soort in 1999 door lichenologen Kok van Herk en André Aptroot. Het type-exemplaar is door de eerste auteur verzameld in Drouwenerveen (Drenthe), gevonden op de schors van zomereik. 

## Kenmerken
Het thallus is korstvormig, bobbelig, grijs, in het midden met grijsgroene soralen. De thalli zijn in het algemeen klein en rond van vorm en groeien aan de zonzijde van bomen. Soralia beginnen als puntvormige openingen (0,1 tot 0,3 mm in diameter) die uiteindelijk omhoog komen en samenvloeien tot onregelmatige plekken en het grootste deel van de thallus bedekken, met uitzondering van een rand van 1 mm breed. De soredia zijn korrelig en vormen een dichte, geelachtige tot licht mintgroene massa met een diameter van ongeveer 15 tot 30 μm en vormen een laag van maximaal 0,4 mm dik.
Zeorin en usninezuur zijn producten van korstmossen die worden aangetroffen in Lecanora compallens.
Hij heeft de volgende kleurreacties: 
- thallus: C−, PD−, K−, UV−
- soredia: C−, PD−, K+ (geelachtig tot geelachtig bruin), UV−

## Ecologie
Lecanora compallens groeit meestal aan de westkant van bomen langs de weg, zowel op zure schors als op neutrale schors. Hij wordt vaak gevonden op zomereik, maar is ook waargenomen op es, populier, wilg, Sorbus, linde, iep en vlier. Andere korstmossen die vaak samen voorkomen, zijn onder meer de grijsgroene stofkorst (Buellia griseovirens), de witte schotelkorst (Lecanora chlarotera), de grove mosterdkorst (Pyrrhospora quernea) en de bleekgroene schotelkorst (Lecanora expallens); de laatste soort komt echter meestal voor aan de beschutte oostkant van bomen.

## Verspreiding
Er is vastgesteld dat Lecanora compallens voorkomt in België, Duitsland, Luxemburg, Nederland, Groot-Brittannië, Polen, Wit-Rusland, Rusland en Turkije.
In Nederland komt hij matig algemeen voor. Hij staat niet op de rode lijst en is niet bedreigd.